# Château de Soye (Doubs)
Pour les articles homonymes, voir Château de Soye.
Le château de Soye est un château, protégé des monuments historiques, situé sur la commune de Soye dans le département français du Doubs, en Franche-Comté.

## Localisation
Le château est situé au centre du village de Soye, près de l'église.

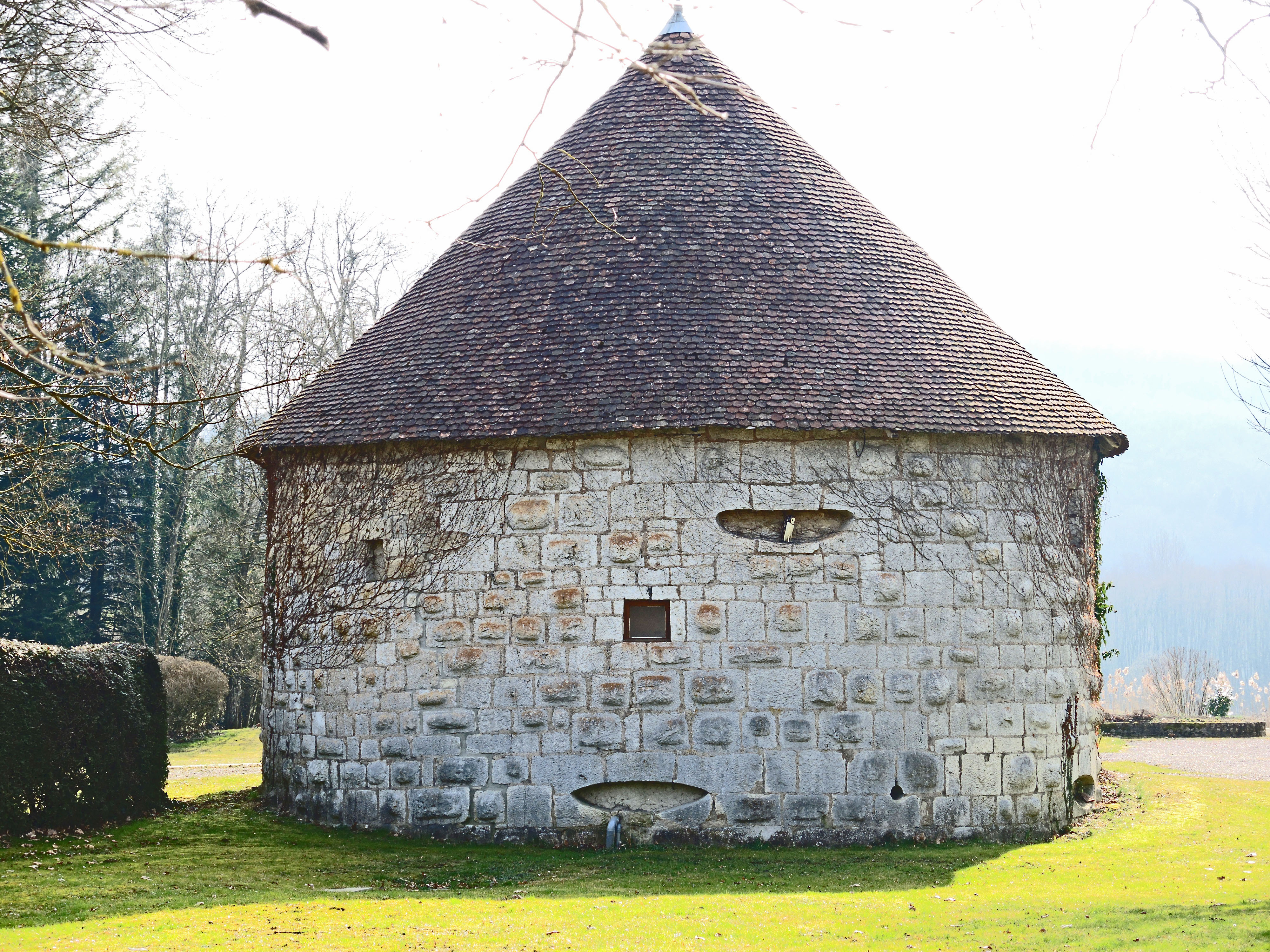
Une des tours inscrite monument historique

## Histoire
Le château du XVIe siècle est bâti sur les plans de l'ingénieur militaire Ambrosio de Precipiano et viendrait en remplacement d'une maison forte qui daterait du XIIe siècle. Du château d'époque, il ne reste que les deux tours ; le corps de logis du château actuel datant du XVIIIe siècle.
Le 11 mars 1991, les façades et toitures et toitures des deux tours sont inscrites au titre des monuments historiques.